# Kromatografija isključenjem
Kromatografija isključenjem je kromatografska metoda kod koje se razdvajanje komponenti vrši na osnovi veličine čestica. Stacionarna faza sadrži pore u koje ulaze manje molekule i zadržavaju se, dok veće molekule prolaze s većom lakoćom. Ova se metoda naziva još i kromatografija gel filtracijom. Nezamjenjiva je metoda kada je u pitanju razdvajanje prirodnih makromolekula i drugih polimera.

## Princip rada
Metoda se temelji na ulasku molekula analita u pore stacionarne faze i različitom vremenu zadržavanja. Metoda se naziva gel filtracija kada je stacionarna faza hidrofilna, a mobilna faza je vodena. Kada je stacionarna faza hidrofobna, a mobilna faza nevodeno otapalo, naziva se gel-permeacijska kromatografija.
Inkluzijska granica je najmanja veličina čestice koja se može razdvojiti, sve čestice manje od ove veličine izlaze zajedno. Ekskluzijska granica je najveća veličina čestice koja se može razdvajati, sve veće čestice izlaze zajedno.

## Stacionarne faze
Kod gel-permeacijske kromatografije stacionarna faza je najčešće kopolimer stiren-divinilbenzen. Kod gel filtracije stacionarne faze su gelovi (polivinil alkoholi i vinil-poliacetati).